# Vugiri
Vugiri è una circoscrizione rurale (rural ward) della Tanzania situata nel distretto di Korogwe, regione di Tanga. Conta una popolazione di 9 772 abitanti (censimento 2012).